# Schuge- und Mühlenfließquellgebiet
Schuge- und Mühlenfließquellgebiet este o arie protejată (arie specială de conservare — SAC, sit de importanță comunitară — SCI) din Germania întinsă pe o suprafață de 350,14 ha, integral pe uscat.

## Localizare
Centrul sitului Schuge- und Mühlenfließquellgebiet este situat la coordonatele 51°52′45″N 13°36′03″E / 51.8792°N 13.6008°E.

## Înființare
Situl Schuge- und Mühlenfließquellgebiet a fost declarat sit de importanță comunitară în septembrie 2000 pentru a proteja 10 specii de animale. Situl a fost protejat și ca arie specială de conservare în iulie 2002.

## Biodiversitate
Situată în ecoregiunea continentală, aria protejată conține 5 habitate naturale: Cursuri de apă de la nivel de câmpie la nivel montan, cu vegetație Ranunculion fluitantis și Callitricho-Batrachion, Liziere de ierburi înalte hidrofile de câmpie și de nivel montan până la alpin, Fânețe de joasă altitudine (Alopecurus pratensis, Sanguisorba officinalis), Păduri de stejar sau de stejar și carpen sub-atlantice și medio-europene de Carpinion betuli, Păduri aluvionare cu Alnus glutinosa și Fraxinus excelsior (Alno-Padion, Alnion incanae, Salicion albae).
La baza desemnării sitului se află mai multe specii protejate:
- păsări (7): pescăruș albastru (Alcedo atthis), fâsă de luncă (Anthus pratensis), prepeliță (Coturnix coturnix), Grus grus grus, codobatura galbenă (Motacilla flava), Tachybaptus ruficollis ruficollis, nagâț (Vanellus vanellus)
- amfibieni (1): triton cu creastă (Triturus cristatus)
- mamifere (1): vidră de râu (Lutra lutra)
- nevertebrate (1): Vertigo angustior

Pe lângă speciile protejate, pe teritoriul sitului au mai fost identificate 1 specie de păsări, 2 specii de amfibieni, 3 specii de mamifere, 1 specie de nevertebrate, 1 specie de reptile.